# Antimelatoma buchanani
Antimelatoma buchanani é uma espécie de gastrópode do gênero Antimelatoma, pertencente a família Pseudomelatomidae.